# Távolsági jelzőmozzanatok
A távolsági jelzőmozzanatok a látás során távolság észlelésében játszanak szerepet, segítségükkel megbecsülhető, hogy a tárgy hol helyezkedik el a háromdimenziós térben. A megfigyelő és a tárgy közti távolság az abszolút távolság, míg két tárgy közti távolság a relatív távolsággal jellemezhető. A távolsági jelzőmozzanatok többféleképpen csoportosíthatók, egyik lehetőség, ha a szemmozgásos és látási jelzőmozzanatok között teszünk különbséget. A szócikk is ezt a csoportosítást követi.

## Szemmozgásos jelzőmozzanatok

Akkomodáció. A távoli tárgyról érkező fénysugarat (baloldalt) a lencse másként fókuszálja, mint a közeli tárgyról érkezőét (jobb oldal).

A szemmozgásos jelzőmozzanatok – az akkomodáció és a konvergencia – a megfigyelő és a tárgy közti távolságról szolgáltatnak információt.
- Akkomodáció. Az akkomodáció a szemlencse vastagságának változása: a lencse képes a tárgy távolságához alkalmazkodni.
- Konvergencia. A két szem által bezárt szöget jelenti. A konvergenciaszög nullára csökken, ha hat méterre vagy távolabb elhelyezkedő tárgyat nézünk. Ez azt is jelenti, hogy hat méternél nagyobb távolságokat ezzel a jelzőmozzanattal már nem lehet megállapítani.

Az akkomodáció és a konvergencia többnyire együtt jár, vagyis amikor a két szem széttart, hogy egy távolabbi tárgyat nézzen, akkor a lencse is vékonyodik. Ezt az együttjárást kell „megsértenünk” például sztereogramok nézegetésekor.

## Látási jelzőmozzanatok

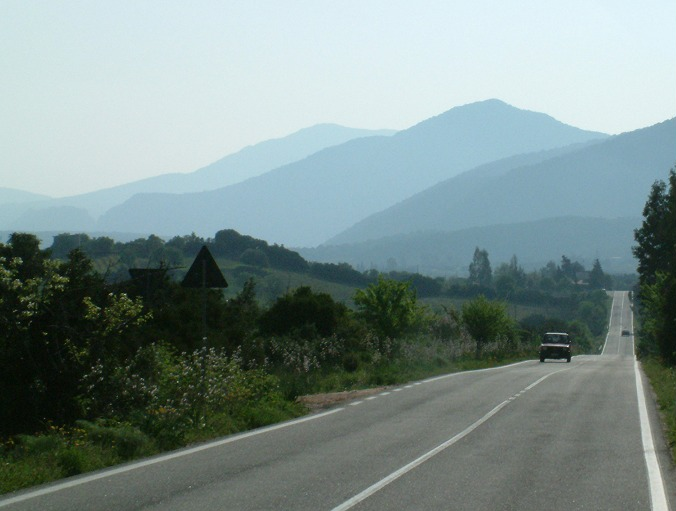
Levegő perspektíva

A látási jelzőmozzanatok – attól függően, hogy egy vagy két szemet igényelnek –, monokuláris és binokuláris jelzőmozzanatokra oszthatók.

### Monokuláris jelzőmozzanatok
- Takarás. Ha egy tárgy részben eltakar egy másik tárgyat, a takart tárgyat távolabbinak észleljük. Az eltakart tárgyat úgy észleljük, mintha teljes tárgy lenne – ezt a jelenséget amodális kiegészítésnek nevezzük.
- Relatív méret. Különböző nagyságú tárgyak közül a kisebbet távolabbinak észleljük.
- Relatív magassági helyzet. A horizonthoz közelebbi tárgyak távolabbinak tűnnek.
- Perspektíva. A megfigyelőtől távolodva megváltozik a tárgyak vagy a felszínek megjelenése.
  - Lineáris perspektíva. A párhuzamos vonalak a távolban összetartónak látszanak.
  - Levegő perspektíva. A távoli tárgyak elmosódottabbnak, kékesebbnek tűnnek, mint a közeliek.
  - Textúragrádiens. A felszín textúrája a távolság függvényében változik. Gibson szerint a felszín szemcsézettsége fokozatosan változónak tűnik: ahogyan a felszín távolodik a megfigyelőtől, úgy csökken a részletezettsége.
- Árnyékolás. Természetes környezetben a fény felülről érkezik. A felülről lefelé irányuló árnyékolás határozza meg a mélységet.
- Mozgásparallaxis. Amikor például vonaton utazunk, és kinézünk az ablakon, a fixált pontnál közelebbi tárgyak ellentétes irányban látszanak áramlani, a távolabbi tárgyak pedig a vonat mozgásirányával azonos irányban, de lassabban látszanak mozogni.

### Binokuláris jelzőmozzanatok
A távolság észlelését az segíti, hogy a két szem egy bizonyos távolságra esik egymástól, így egy tárgynak a két szemben különböző képe alakul ki. A bal és jobb szem által látott kép kis különbségeit binokuláris diszparitásnak nevezzük A binokuláris parallaxis pedig azt jelenti, hogy a két szem eltérő szögből tekint minden látható pontot.
- Sztereolátás. A két nézőpont egyesülése a mélység élményét hozhatja létre. Charles Wheatstone brit fizikus a sztereolátás felfedezője: bebizonyította, hogy két kétdimenziós képből létrehozható egy háromdimenziós kép, a sztereogram. Julesz Béla nevéhez fűződik a randompont-sztereogram kifejlesztése, míg Frisby és Mayhew megszűrt sztereogramot tervezett.